# Harpullia rhyticarpa
Harpullia rhyticarpa är en kinesträdsväxtart som beskrevs av Cyril Tenison White. Harpullia rhyticarpa ingår i släktet Harpullia och familjen kinesträdsväxter. Inga underarter finns listade i Catalogue of Life.